# Federica Mogherini
Federica Mogherini (italià: [fedeˈriːka moɡeˈriːni]; nascuda el 16 de juny de 1973) és una política italiana que va ser Alta Representant de la Unió per a Afers Exteriors i Política de Seguretat i Vicepresidenta de la Comissió Europea del 2014 al 2019. Membre del Partit Demòcrata (PD), que forma part del Partit dels Socialistes Europeus. Anteriorment, va ser Ministra d'Afers Exteriors i Cooperació Internacional d'Itàlia del febrer a l'octubre de 2014 al govern de Renzi. Va ser membre de la Cambra de Diputats (MP) del 2008 al 2014. El 2020, va ser nomenada rectora del Col·legi d'Europa, una universitat de postgrau d'estudis europeus a Bruges (Bèlgica), Natolin (Polònia) i Tirana (Albània).